# Station Tincques
Station Tincques is een spoorwegstation in de Franse gemeente Tincques.